# 土屋正克
土屋 正克（つちや まさかつ）は、江戸時代中期の旗本。土屋讃岐守家の第5代当主。

## 生涯
土屋政重の三男。元禄4年（1691年）12月2日、兄・政一の跡を継ぐ。元禄10年（1698年）3月18日、江戸幕府5代将軍・徳川綱吉の小姓組の番士として列する。元禄11年（1699年）4月、下総国葛飾郡栗ヶ沢村の知行所に代わり、下総国葛飾郡大谷口村236石と下総国千葉郡中野村86石に移される。9月18日、火事場目付となる。宝永4年（1707年）1月11日、小十人頭となる。
正徳4年（1714年）5月15日、書院番の組頭となる。享保6年（1721年）2月7日、職を辞して寄合となる。享保12年（1727年）7月16日、66歳にて没する。法名は直道。幕府において小姓組番士から火事場目付、小十人頭、書院番組頭へと進み、最後は寄合まで昇進。この道筋から、忠実かつ有能な実務者であったことが窺える。

## 知行所
- 相模国愛甲郡猿ヶ島村200石（現神奈川県厚木市）
- 下総国葛飾郡大谷口村236石（現千葉県松戸市）
- 下総国葛飾郡栗ヶ沢村104石（現千葉県松戸市）
- 下総国千葉郡中野村86石（現千葉県千葉市）
- 常陸国鹿島郡武井村200石（現茨城県結城市）

## 年表
- 1662年 - 誕生
- 1691年 - 兄・政一の跡を継ぎ、家督相続
- 1698年 - 徳川綱吉の小姓組番士に列する
- 1699年 - 火事場目付に任命される
- 1707年 - 小十人頭（将軍側近の要職）に昇進
- 1714年 - 書院番組頭を務める
- 1721年 - 職を辞し、寄合（老中下の会合メンバー）となる
- 1727年 - 死去